# Jan Wiechert
Jan Wiechert (* 21. Oktober 1982 in Riedlingen) ist ein deutscher Autor und Historiker, der sich auf die Rechts-, Kriminal- und Sozialgeschichte vor allem der Region Hohenlohe spezialisiert hat.

## Leben
Jan Wiechert wuchs im süddeutschen Raum auf und entwickelte früh ein Interesse für die Geschichte seiner Heimatregion. Nach einer Ausbildung zum Erzieher spezialisierte er sich auf die Geschichtsforschung. Er befasst sich insbesondere mit historischen Kriminalfällen und sozialhistorische Themen. Er war mehrere Jahre im Hohenlohe-Zentralarchiv Neuenstein beschäftigt. Neben seiner Tätigkeit als Archivar veröffentlichte er zahlreiche Bücher zur Regionalgeschichte im Gmeiner-Verlag und Molino Verlag. Mittlerweile ist er als freiberuflicher Schriftsteller und Geschichtsvermittler tätig. Er bietet Lesungen, Vorträge, Führungen und Bildungsangebote an, um historische Themen einem breiten Publikum zugänglich zu machen.
Wiechert war Vorstandsmitglied des Freien Radio StHörfunk und ist heute (Stand 21. Oktober 2024) in gleicher Position im Verein Hohenlohe historisch. Freundeskreis des Hohenlohe-Zentralarchivs Neuenstein e.V. aktiv. Er lebt derzeit (Stand 21. Oktober 2024) in Schwäbisch Hall.

## Veröffentlichungen
- 2022: Was zwischen Schwanz und Rüssel ist (Hrsg.). Molino Verlag, Schwäbisch Hall, ISBN 978-3-948696-53-5.
- 2021: Böse alte Zeit II – Neue Fälle aus der hohenlohischen Geschichte. Gmeiner-Verlag, Meßkirch, ISBN 978-3-8392-2693-3.
- 2020: Die Waldenburger Fastnacht. Molino Verlag, Schwäbisch Hall, ISBN 978-3-9820231-8-2.
- 2019: Hohenlohica Obscura (Mitautor). Gmeiner-Verlag, Meßkirch, ISBN 978-3-8392-2536-3.[6]
- 2018: Scheidung mit dem Beil – Das Schicksal der Maria Dorothea Huther. Gmeiner-Verlag, Meßkirch, ISBN 978-3-8392-2302-4.
- 2017: Böse alte Zeit – Kriminalfälle aus der hohenlohischen Geschichte. Gmeiner-Verlag, Meßkirch, ISBN 978-3-8392-2164-8.